# Čuda s nebesa
Čuda s nebesa je američka kršćanska drama iz 2016. Temeljena je na istinitom događaju i istinitim likovima kao obitelj Beam. Priča se ustvari vrti oko bolesne djevojčice Annabel Beam koju igra Kylie Rogers.